# Racek (album)
Racek je třetí studiové album českého písničkáře Tomáše Kluse. Album bylo vydáno 26. září 2011 u vydavatelství Sony Music. Racek se stal nejprodávanějším českým albem roků 2011 i 2012. Celkem se ho prodalo 60 000 kusů.

## O albu
Album Racek bylo nahráváno v soukromém domě Tomáše Kluse. Na produkci alba se podílel pouze on sám a kytarista Jirka Kučerovský. Na finálním zvuku se podílel Tomáš „Tomíno“ Novotný. V létě 2011 byla vyhlášena soutěž „Staňte se součástí nového alba“, která měla za cíl, aby lidé kreslili portréty Kluse a Kučerovského, které budou nakonec vybrány na obal desky a do bookletu. Designu se nakonec ujal výtvarník Maxim Velčovský spolu s grafiky z Ex Lovers.
Prvním singlem byla zvolena píseň "Sibyla", která však v žebříčku IFPI Top100 neuspěla. Druhý singl "Nina" se umístil nejlépe na 6. příčce. Třetí singl "Pánubohudooken" se vyšplhal na 13. příčku a konečně čtvrtý singl "Ledaco" na 34. příčku.
Album Racek debutovalo na 1. příčce žebříčku prodejnosti alb v Česku - IFPI Top50. Na přelomu roků 2011 a 2012 strávil devět týdnů po sobě na první pozici. Celkem, s přerušováním, bylo album na první pozici prodejnosti 27 týdnů. Již na konci listopadu 2011 obdržel certifikaci platinová deska za 12 000 prodaných kusů. Jen do konce roku 2011 se ho prodalo 29 000 kusů. Celkově se ho v České republice prodalo okolo 60 000 kusů. Tím bylo nejprodávanějším albem roků 2011 i 2012.

## Seznam skladeb
1. Teplota vody
2. Dobrý mrav(enci)
3. Pánubohudooken
4. Okoloběhu
5. Sibyla
6. Soběc
7. Dno za dnem
8. Textovka v hudbě
9. Podléhnutí
10. Trigorin
11. Nina
12. Arkadina
13. Treplev
14. Ledaco
15. Děkujeme za pozornost

### Singly
- "Sibyla" - 2011 - (/ v IFPI Top100)
- "Nina" - 2011 - (6. příčka v IFPI Top100)
- "Pánubohudooken" - 2012 - (13. příčka v IFPI Top100)
- "Ledaco" - 2012 - (34. příčka v IFPI Top100)

## Divadelní túra 2011 a 2012
K propagaci alba vyrazil v letech 2011 a 2012 na dvě Divadelní túry, které se konaly v divadlech a setkaly se s velkým zájmem diváků a posluchačů.
První túra proběhla od 17. října do 12. prosince 2011, jednalo se o 26 vystoupení po celé republice. Pro velký úspěch byla vyhlášena druhá túra, která proběhla od 9. března do 3. května 2012 a měla 23 zastavení. Společně s Klusem vystupoval i kytarista Kučerovský.